# Yeşilsu, Tuşba
Yeşilsu là một xã thuộc huyện Tuşba, tỉnh Van, Thổ Nhĩ Kỳ. Dân số thời điểm năm 2011 là 672 người.